# Szent Elek
Római Elek (latin: Alexius Romanus), katolikus nevén Szent Elek (Róma, 363 körül – Róma, 417. július 17.) szentként tisztelt késő ókori római remete. Életrajza nagyban hasonlít a görög Kunyhós Szent János történetére.

## Élete
Előkelő római család gyermekeként született. Szüleit ez utóbbiak szerint Euphemius patrciusnak és a fejedelmi családból származó Aglaesnak hívták. A szülők gazdag, de istenfélő életet éltek, egy bánatuk volt csupán: nem született gyermekük. Sok imádságot, alamizsnát, böjtöt végeztek, hogy adjon nekik Isten örököst. Egy idő után Aglaesnak valóban fia született, akit Alexiusnak neveztek el. A kis Alexiust maga a pápa keresztelte meg.
Alexiust hét éves korában kezdték el taníttatni. Az iskolában jól tanult, erényesen és jámborul viselkedett, később pedig a császár udvarába került. 20 évesen szülei eljegyezték a császár egyik rokonával, egy Sabina nevű szép fiatal szűzzel. Az esküvő éjszakáján azonban Alexius hitvese elé állt, és így szólt:
„Látod, hogy égnek itt előttünk a gyertyák. Nemsokára kialusznak. Így van a földi örömmel is. Bármily szép, fiatal, gazdag és erős valaki, vége lesz mindennek, mert minden mulandó. Azért mindkettőnknek az örök boldogság felé kell törekednünk. Az pedig az égben van, Isten adománya. S csak azoknak adja, kik őt szeretik. Azért mi lelkünkre ügyeljünk s éljünk tisztán.”

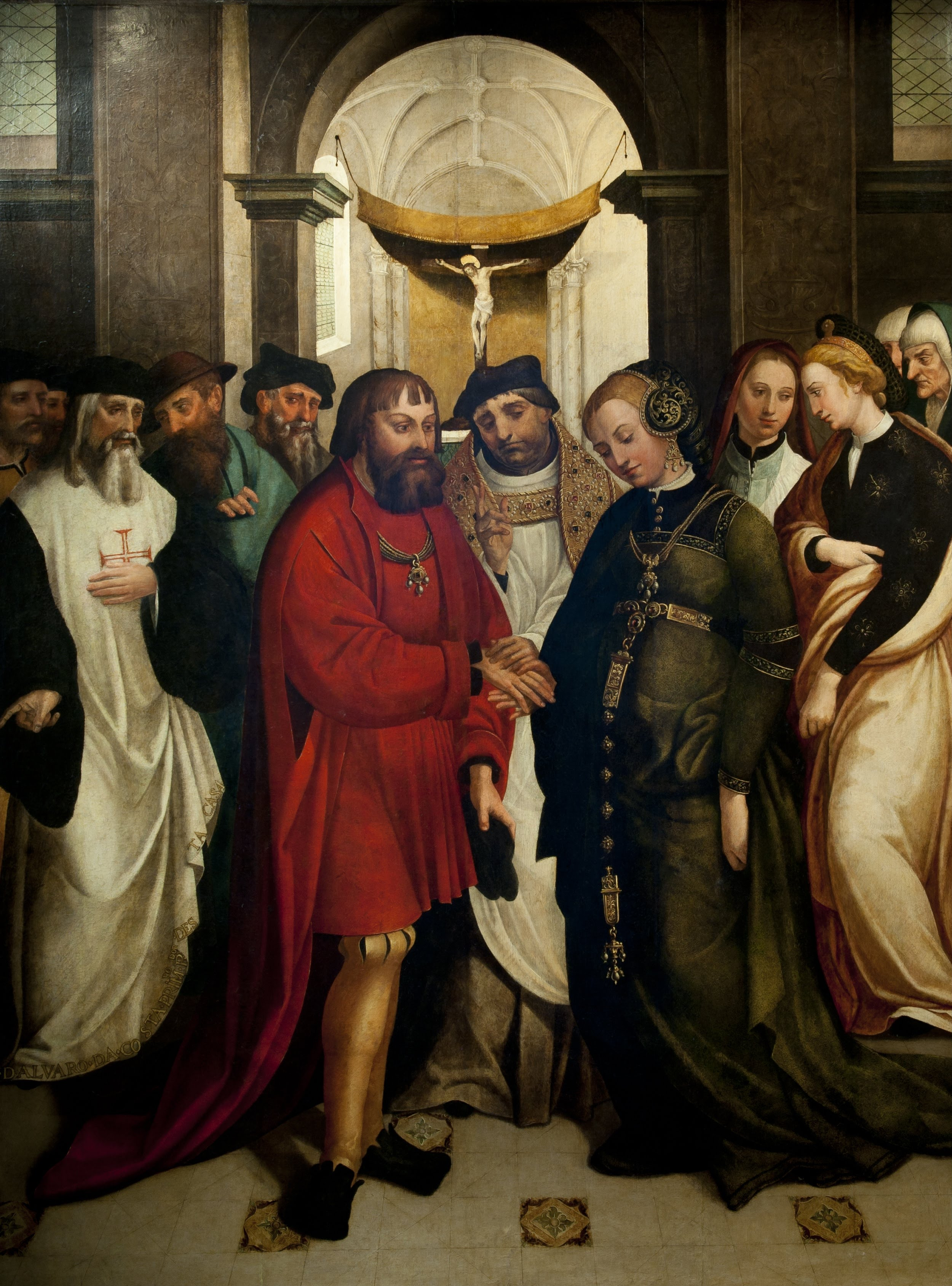
Garcia Fernandes: Szent Alexius esküvője (1541)

Sabina megértette Alexius gondolatait, de elszomorodott, amikor Alexius egy gyűrű átadása után közölte vele: elhagyja őt. Búcsúzóul ezt mondta neki: „Isten oltalmazzon. Minden időben megtartom tanításodat.” Alexius pedig éjszaka – miután Isten és a Szűzanya oltalmába ajánlotta magát – koldusruhában útra kelt, és a szíriai Edessza városába zarándokolt. Itt beállt a többi koldus közé, és kéregetve szerezte meg mindennapi ételét. A szülei eközben halálra keresték, és a szolgák állítólag Edesszába is eljutottak – azonban nem ismerték fel a rongyos, megtört koldusban urukat. Alexius ugyanakkor felismerte őket, és adományt is kért tőlük. Amikor kapott, alázatában hálát adott magában Istennek, hogy édesapja szolgáitól adományt kaphatott.
Alexius 17 éven át élt Edesszában, nappal áldozott, az éjjelt önmegtagadással, imádsággal, és böjttel töltötte. A 17. évben egy ünnepnapon vihar alkalmával sok ember menekült egy helyi templomba, többek között Alexius is. A templomszolga – látva rongyos külsejét – ki akarta küldeni Alexiust, de ekkor a legenda szerint a falon függő Szűz Mária kép megszólalt: „Hadd benn az én szolgámatǃ” Körülnézett a templomszolga, mert nem tudta, kire vonatkozik a felhívás. Ekkor ismét szólt a kép: „Könnyen megismerheted az én szolgámat: pokrócban jár, kócos a haja, szőrcsuhája van; szakállas, nem nagyon fiatal, de nem is nagyon öreg és módfelett jámbor. Biztosan a mennyországba fog jutni. A Szentlélek lakik benne és Alexiusnak hívják.” A templomszolga odament Alexiushoz, és beszélni kezdett vele. Ekkor állítólag minden harang megszólalt a városban, a nép pedig odatódult megnézni a kettős csodát.
Alexiust tisztelni kezdték Edesszában, de számára ez kínos volt, ezért hajóra szállt, hogy elhagyja Szíriát. A vihar éppen Rómába hajtotta a hajót. Itt viszont találkozott díszes ruhába öltözött édesapjával. Alexius ekkor így imádkozott: „Uram segíts, hogy ne ismerjen meg atyámǃ” Úgy döntött, hogy koldusként fog élni szüleinél, ezért odament édesapjához, és régen elveszett fiára hivatkozva kérte, fogadja be őt a házába. Euphemius nem ismerte fel a fiát, és de megengedte a koldusnak, hogy letelepedhessen nála.
Alexius szülei házában a lépcső alatt rendezkedett be, és itt folytatta imádságait, virrasztásait, böjtjeit. Gyakran éhezett, szomjazott, betegeskedett, de a szolgák is gyakran gúnyolták, bántalmazták. Amikor pedig elcsendesedett a ház népe, egész éjjel hálálkodott Istennek az érte szenvedett sok megaláztatásért. Szülei és felesége olykor beszéltek is vele, de egyik alkalommal sem ismerték fel. Így élt ott 17 éven át Alexius, amikor érezte, hogy elérkezett halálának ideje. Egy szolgát hivatott, tollat és papírt kért, és leírta élete történetét. Annyit kért, hogy örökségét osszák ki a szegények között, majd elhunyt. A legenda szerint halálakor Róma harangjai is mind maguktól megszólaltak. A rómaiak szerették volna tudni a csoda okát, mire hatalmas szózat hallatszott az égből: „Euphemius házában keressétek az Isten emberét, hogy imádkozzék Rómáért és mindnyájatokért, mert most költözött el a lelke.” Euphemiust jött le először a lépcső alá, és kivette halott fia kezéből a levelet, majd felolvasta az ámuló tömegnek. Összeroskadt, amikor megtudta: fia volt a szent életű koldus. Sírva mondta: „Miért nem én haltam meg előttedǃ” Édesanyja így szólt a tömeghez: „Segítsetek sírni, mert nem ismertem meg a fiamat tizenhét éven keresztül.” Sabina ezt mondta: „Elvesztettelek s már vissza sem várhatlak. Örökös özvegységben maradok.” A pápa egy templomba vitette Alexius holttestét, és állítólag minden beteg, béna, aki hozzáért a holttesthez, meggyógyult. Euphemius egy másik templomot építtetett fia teste számára, és ide temették – az ezután aszkéta életet – élő Sabinát is. Ekkor a sírból édes illat áradt elő, a mennyből fényesség, angyalok éneke, Alexius teste pedig állítólag kissé arrébb húzódott helyet adni feleségének.
Alexiust mind az ortodox kereszténység, mind a katolicizmus szentként tiszteli, és halála napján üli emlékét.